# 新木洞駅
新木洞駅（シンモクトンえき）は、大韓民国ソウル特別市陽川区木洞に位置するソウル地下鉄9号線の駅。駅番号は911。

## 駅構造
相対式ホーム2面2線を有する地下駅で、フルスクリーンタイプのホームドアが設置されている。
改札口は塩倉側と仙遊島側と2つある。切符売り場は仙遊島側の改札付近にあり、ホーム行きエレベーターは塩倉側の改札内のみある。
出口は3番まである。駅西側に丸い形をしたコンコースがあり、1番・2番出口がこれと繋がっている。

### のりば
| 上り | 9号線 | 塩倉・加陽・金浦空港・開花方面           |
| 下り | 9号線 | 堂山・汝矣島・高速ターミナル・新論峴方面 |

## 駅周辺
駅の東側を安養川が流れ、西側には龍旺山がそびえる。ソウル地下鉄5号線の木洞駅とは、直線距離で約2.5km南西に離れている。
- 安養川
- 楊花橋
- 龍旺山
- 木洞韓信アパート
- 木洞青丘アパート
- 木洞1団地
- ソウル地方食品医薬品安全庁
- ソウルモゴン初等学校
- 梨大木洞病院
- 月村中学校
- 養正高等学校
- ハンガラム高等学校

### バス路線
| 幹線バス | 163 - 571   |
| 支線バス | 6620 - 6627 |

## 歴史
- 2009年7月24日 - 開業。

## 利用状況
近年の一日平均利用人員推移は下記のとおり。
なお、9号線の2009年は開業日の7月24日から12月31日までの161日間を基準にしたものである。
| 路線  | 路線     | 2000年 | 2001年 | 2002年 | 2003年 | 2004年 | 2005年 | 2006年 | 2007年 | 2008年 | 2009年 | 出典  |
| ----- | -------- | ------ | ------ | ------ | ------ | ------ | ------ | ------ | ------ | ------ | ------ | ----- |
| 9号線 | 乗車人員 | 未開業 | 未開業 | 未開業 | 未開業 | 未開業 | 未開業 | 未開業 | 未開業 | 未開業 | 3,257  | [ 1 ] |
| 9号線 | 降車人員 | 未開業 | 未開業 | 未開業 | 未開業 | 未開業 | 未開業 | 未開業 | 未開業 | 未開業 | 2,837  | [ 1 ] |
| 路線  | 路線     | 2010年 | 2011年 | 2012年 | 2013年 | 2014年 | 2015年 | 2016年 | 2017年 | 2018年 | 2019年 | 出典  |
| 9号線 | 乗車人員 | 3,641  | 3,796  | 4,056  | 4,289  | 4,250  | 4,083  | 4,064  | 4,037  | 4,001  | 4,002  | [ 1 ] |
| 9号線 | 降車人員 | 3,130  | 3,218  | 3,395  | 3,612  | 3,658  | 3,525  | 3,533  | 3,564  | 3,548  | 3,568  | [ 1 ] |

## 隣の駅
ソウル市メトロ9号線
 9号線
急行
通過
一般（各駅停車）
塩倉駅 (910) - 新木洞駅 (911) - 仙遊島駅 (912)